# 하마다성

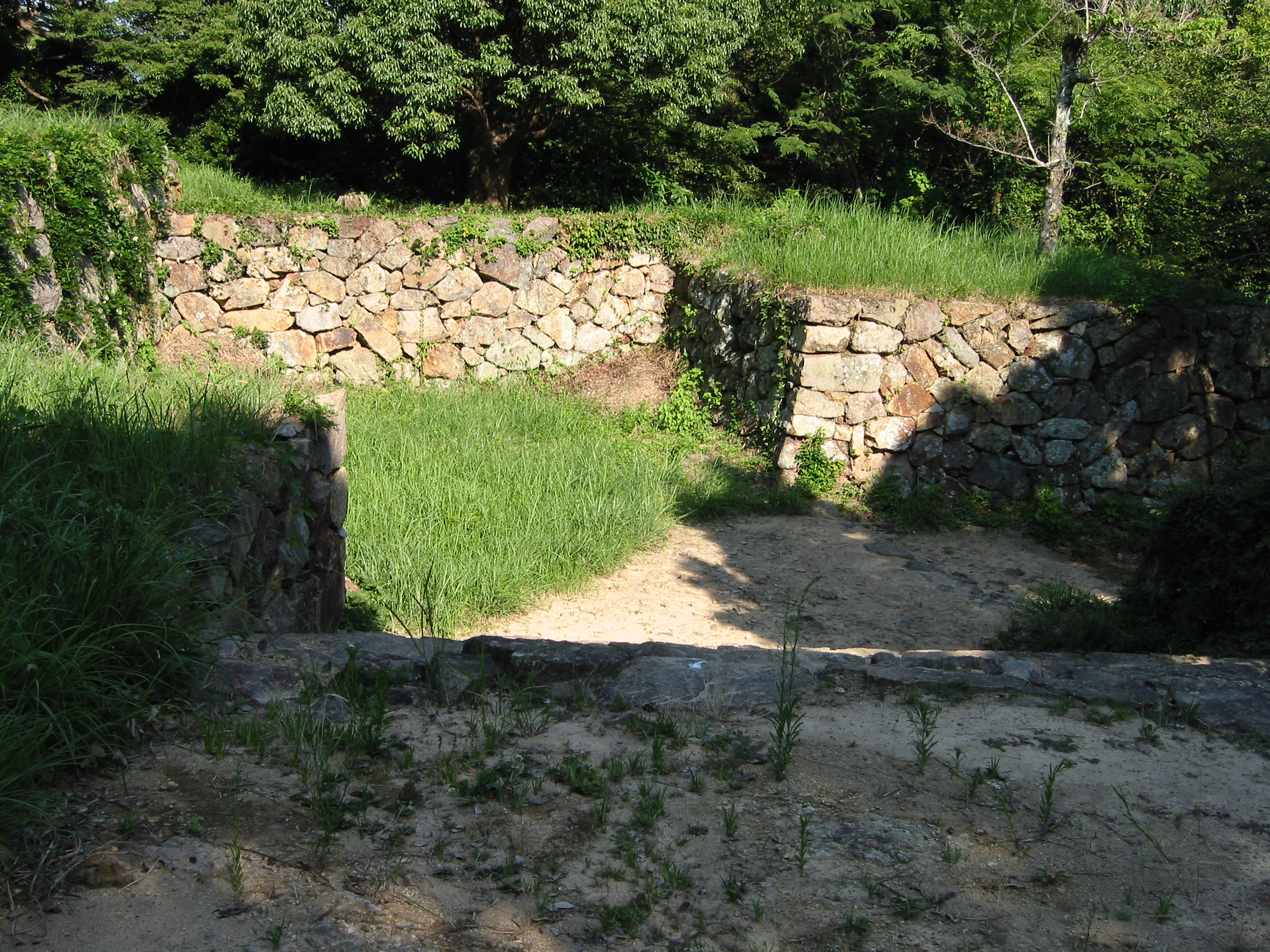
니노 문터

하마다성(일본어: 浜田城)은 시마네현 하마다시 도노 정에 있는 제곽식 평산성이다. 에도 시대 하마다 번의 번청이 있었다. 가메야마 성이란 이명이 있다.

## 개요
1619년 하마다 시 중심의 높이 68m의 가메야마 산에 축성되었으며, 넓이 약 0.3ha의 혼마루에 높이 14m의 3층의 천수가 존재했을 것으로 보고 있다. 혼마루 하단에는 니노마루, 산노마루, 데마루가 제곽식으로 배치되어 있다. 성의 북쪽에는 마쓰하라 만이, 동쪽에는 아자이 강을 끼고 있으며, 남쪽과 서쪽에 흐르는 하마다 강을 천연의 해자로 삼았다.
처음 하마다 성의 성주는 도자마 다이묘인 후루타씨(古田氏)였지만, 점차 후다이, 신판 다이묘로 교체되었다. 이는 막부에서 인접한 조슈번의 모리씨(毛利氏)를 경계하기 위한 한 의중으로 볼 수 있다.
막말에는 막부와 도막파의 중심세력으로 볼 수 있는 조슈 번과 격한 대립이 있었고, 조슈 정벌에서는 막부측의 주요 거점이었다. 이 전장에서 하마다 번은 조슈 번군에 공격받아 함락되었고, 하마다 번주 마쓰다이라 다케아키라는 성을 버리고 도주했다. 또, 성과 마을은 패잔병들의 방화로 소실되었다.
현재 성터는 공원으로 정비되어 있으며, 혼마루에서 산노마루에 걸쳐 계단형의 석벽이 온전히 남아 있다. 등성로(登城路)에는 쓰와노 번의 무가저택에서 이축한 문이 세워져 있으며, 시바 료타로의 비문〈하마다 번 추회비(浜田藩追懐の碑)〉도 세워져 있다.

## 같이 보기
- 야스쿠니 신사 논쟁
- 국민혁명충렬사
- 중화문명부흥운동
- 사당
- 무명 용사의 무덤
- 알링턴 국립묘지
- 발홀
- 발할라 (독일)